# Eredivisie Live (televisieprogramma)
Eredivisie Live was een programma dat sinds het voetbalseizoen 2005-2006 wekelijks op vrijdagavond werd uitgezonden op RTL 5, en sinds seizoen 2006-2007 op RTL 7. RTL mocht het programma maken nadat het in 2005 de uitzendrechten voor de vrijdagavondwedstrijden had gekocht.
Elke vrijdag werd een complete wedstrijd uit de Nederlandse eredivisie rechtstreeks uitgezonden. Tevens was er een voor- en nabeschouwing. Andere live-eredivisiewedstrijden waren beschikbaar via Versatel/Tele2. De televisiezender Talpa behield het recht om de wedstrijden die rechtstreeks werden uitgezonden op vrijdagavond alsnog als samenvatting uit te zenden. Toen Talpa (later Tien) in 2007 werd overgenomen door RTL, kwamen ook de andere uitzendrechten van de eredivisie in handen van RTL. Sinds het voetbalseizoen 2008-2009 is het voetbal weer terug bij de NOS. De live-wedstrijden worden verzorgd door het digitale televisiekanaal Eredivisie Live. Deze zender is in handen van alle eredivisieploegen. De wedstrijd op de vrijdagavond is niet meer op een vrij net te bekijken.